# Stagnicola arctica
Stagnicola arctica är en snäckart som först beskrevs av I. Lea 1864.  Stagnicola arctica ingår i släktet Stagnicola och familjen dammsnäckor. Inga underarter finns listade i Catalogue of Life.